# Rondó en do major (Chopin)

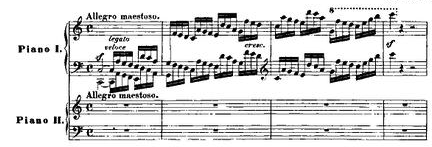
Compassos inicials del Rondó op. 73, per a 2 pianos

El Rondó en do major, op. 73, és una obra per a piano de Frédéric Chopin, amb una altra versió per a dos pianos, composta l'any 1828, als 18 anys. Existeix el manuscrit tot i que manca el títol o indicacions de tempo; les indicacions estan complets només en la primera pàgina i en les pàgines següents les anotacions són esporàdiques.
Aquest rondó originalment estava pensat com una obra per a piano sol, però Chopin el va revisar per a compondre una obra per a dos pianos el 1828. No obstant això, Chopin no va permetre que es publiquessin, i l'obres es van quedar en la seva cartera fins a ser publicada pòstumament el 1855. L'obra compta amb un molt encantador, nostàlgic, episodi en mode menor, que es repeteix un parell de vegades, i què els experts en el folklore jueu han vist d'una procedència jueva.